# Diglochis hybomitri
Diglochis hybomitri är en stekelart som beskrevs av Dzhanokmen 1979. Diglochis hybomitri ingår i släktet Diglochis och familjen puppglanssteklar. Inga underarter finns listade i Catalogue of Life.